# Secret Army
Secret Army is een Engelse dramaserie over een Belgische verzetsorganisatie die tijdens de Tweede Wereldoorlog Britse piloten hielp ontsnappen. De serie werd in Nederland door de NCRV (Geheim Commando) en in België door de BRT (Ontsnappingsroute) uitgezonden. De serie is een coproductie van de BBC en de BRT en werd tussen 7 september 1977 en 15 december 1979 uitgezonden.

## Verhaal
In het door de Duitsers bezette België wordt de situatie steeds grimmiger. Verzetslieden van de groep Lifeline zetten zich in om neergehaalde Britse piloten te verbergen en vervolgens via speciale routes naar Engeland te laten ontsnappen. Niemand weet dat Albert Foiret lid is van Lifeline. De meeste mensen denken juist dat Foiret een verrader is. In zijn Brusselse café Le Candide komen belangrijke Duitsers, zoals de beruchte SS-Sturmbannführer Ludwig Kessler en de Luftwaffe-majoor Erwin Brandt. Foiret speelt hoog spel. Terwijl hij alle hulp geeft aan “Yvette” (de codenaam van Lisa Colbert die de operationele leiding heeft van Lifeline), probeert hij ondertussen de Duitsers te vriend te houden om zo zijn geheime operaties te kunnen verbergen.
Alberts vrouw is door ziekte aan bed gebonden en zij moet machteloos toezien dat haar man een affaire heeft met het barmeisje Monique. Als de knappe Flight-Lieutenant John Curtis per parachute wordt gedropt om te fungeren als liaison-officer ontstaat er ook een romance tussen hem en Yvette. Als Yvette wordt gedood neemt Albert de leiding van Lifeline over. Majoor Brandt pleegt zelfmoord als zijn medewerking aan het complot tegen Hitler uitkomt. Als Albert merkt dat zijn pianist Max Brocard, die ook voor Lifeline werkt, een communistische infiltrant is, laat hij hem vermoorden.
Als de oorlog uiteindelijk ten einde loopt, wordt Albert gearresteerd en gevangengezet door het verzet. Iedereen denkt dat hij een collaborateur is. Kessler wordt eerst opgepakt, samen met de vervanger van Brandt, Major Reinhardt, en opgesloten in een krijgsgevangenkamp. Kessler weet ervoor te zorgen dat Reinhardt voor een Duitse krijgsraad wordt gedaagd omdat hij heeft nagelaten Le Candide aan te geven als hoofdkwartier van Lifeline. De Canadese commandant geeft toestemming om Reinhardt te laten fusilleren. Kessler weet te ontsnappen en vlucht naar Zuid-Amerika. Albert komt weer vrij en wordt herenigd met Monique.

## Productie
De serie is bedacht door Gerard Glaiser, een voormalige RAF-piloot. Hij baseerde zich op ware gebeurtenissen, die hij ontleende aan de Belgische verzetsgroep Comet Line, die werd geleid door de jonge Belgische Andrée de Jongh en aan de belevenissen van Group Captain William Randle. De serie werd grotendeels opgenomen op locatie in België, terwijl ook werd gefilmd in Engeland in Norfolk.
De serie werd geparodieerd in de Britse komische reeks 'Allo 'Allo!. Eén van de acteurs uit secret army, Hillary Minster, speelt zelfs in beide.  

## Rolverdeling
- Bernard Hepton – Albert Foiret
- Jan Francis – Yvette
- Christopher Neame – John Curtis
- Clifford Rose – Ludwig Kessler
- Angela Richards – Monique Duchamps
- Michael Culver – Erwin Brandt

## Afleveringen
De serie kende 42 afleveringen van 50 minuten die verdeeld over drie seizoenen werden uitgezonden.

## Vervolg
In 1980 werd een vervolg op de serie uitgezonden onder de titel Kessler. Het betrof een mini-serie over de jacht op oorlogsmisdadiger Ludwig Kessler.